# Marranen

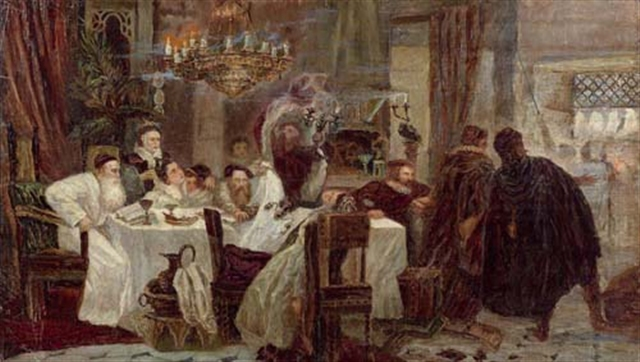
Moshe Maimon: Die Marranen (1893). Dargestellt ist ein geheimes Seder-Mahl.

Marranen oder Marranos, auch Conversos oder Neuchristen (spanisch cristianos nuevos, portugiesisch cristãos-novos), sind iberische Juden und deren Nachkommen, die unter Zwang oder schwerem Druck zum Übertritt zum Christentum gezwungen wurden. Oft wurde ihnen vorgeworfen, als Kryptojuden weiterhin jüdische Riten zu praktizieren. Der Begriff tauchte erstmals im spätmittelalterlichen Spanien auf.
Eine prägnante und viel zitierte Definition der Marranen stammt vom Philosophen Carl Gebhardt (1922): „Der Marrane ist ein Katholik ohne Glauben und ein Jude ohne Wissen, doch Jude im Willen.“
Einige Forscher, so Révah und Yerushalmi, beschränken den Begriff Marrane auf Conversos, die im Geheimen „judaisieren“ und die Absicht hegen, zum Judentum zurückzukehren. Andere Forscher, wie Benzion Netanjahu, Yirmiyahu Yovel, Cecil Roth, N. Wachtel und die französische Schule, verwenden das Wort als Oberbegriff für alle judeoconversos iberischer Abstammung. Nicht wenige Historiker vermeiden den Ausdruck wegen seiner Unbestimmtheit und seiner Herkunft aus der judenfeindlichen Vulgärsprache, siehe unten.

## Etymologie
Im Spanischen und Portugiesischen bedeutet marrano bzw. marrão „Schwein“. Abgeleitet vom spanischen Verb marrar (irren, verfehlen, vom rechten Weg abweichen) kann es aber auch im Sinne von Abtrünniger, Renegat interpretiert werden. Diese begriffliche Unschärfe führte dazu, dass die Bezeichnung Marrane in Bezug auf getaufte Juden meist als Schmähwort gilt.
In anderen Erklärungen wird der Begriff aus dem Arabischen hergeleitet. So bezieht sich die Real Academia Española auf das Adjektiv muharram, das auf religiöse Verbote verweist und im konkreten Kontext in der anathematischen Bedeutung von „(von Gott) verflucht, exkommuniziert“ interpretiert wird. Andere Deutungen verweisen auf das spätarabische Wort barrānī für „Fremder, Außenseiter“ oder das arabische Verb marana (biegsam, anpassungsfähig sein).
Einige führen Marrane auf das hebräische Wort mar’it ayin (Augenschein, Trugbild) zurück, da die Marranen augenscheinlich Christen waren, doch im Geheimen Juden blieben, oder auf Hebräisch mochoram (verbannt, verboten), das mit dem oben genannten arabischen muḥarram verwandt ist. Nach einer anderen Deutung stammt der Begriff vom aramäischen maran atha (Unser Herr ist gekommen) oder mar anus und bar anus (gezwungener Herr oder Mann bzw. Sohn eines Gezwungenen).
Auf den Balearischen Inseln setzte sich eine andere Bezeichnung der Nachkommen zwangsgetaufter Juden durch: Xuetes (mallorquinisch) bzw. Chuetas (spanisch). Auch in diesem Fall ist die Herkunft ungesichert. Das Wort scheint mit dem katalanischen xulla (Speck) verwandt zu sein, was darauf zurückzuführen ist, dass der freiwillige oder erzwungene öffentliche Verzehr von Schweinefleisch angeblich als Beweis der Zugehörigkeit zur christlichen Glaubensgemeinschaft galt. Nach anderer Deutung stammt es von juetó, einer Verkleinerungsform von jueu (Jude).
Marrane und Converso sind in der heutigen Forschung die gängigen Bezeichnungen für Judeoconversos iberischer Herkunft und deren Nachkommen. Im Hebräischen werden zwangsgetaufte Juden als anussim (Gezwungene) bezeichnet.

## Geschichte
Die Geschichte der Marranen ist Teil der Geschichte der Juden der Iberischen Halbinsel, der Sephardim, und spiegelt in verschiedenen Zwangsbekehrungswellen und Verfolgungen der Inquisition in Spanien, Portugal und Übersee den Antijudaismus der christlichen Bevölkerungen und Herrscher wider. Weitere historische Ereignisse für die Marranen sind deren weltweite Emigration, die Vertreibung der Juden aus Spanien durch das Alhambra-Edikt im Jahr 1492 und die Massentaufe in Portugal im Jahr 1497.

### Zwangsbekehrung unter den Westgoten

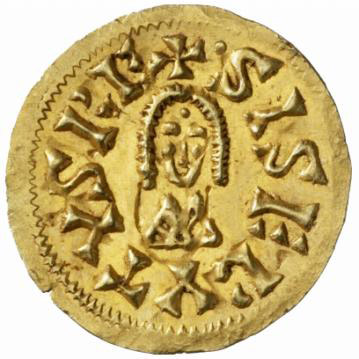
Westgotische Münze des Sisebut

Auf der Iberischen Halbinsel gab es bereits früh jüdische Niederlassungen. Archäologisch belegt ist die Präsenz von Juden seit den ersten Jahrhunderten unserer Zeitrechnung. Die Zeit unter römischer und unter westgotischer Herrschaft war anfänglich geprägt durch Toleranz. Dies änderte sich, als die Westgoten vom arianischen zum katholischen Glauben übertraten. Nachdem im 3. Konzil von Toledo antijüdische Beschlüsse erlassen worden waren, setzten erste Judenverfolgungen ein. Der Westgotenkönig Sisebut führte im Jahr 613 zum ersten Mal Zwangstaufen durch. Unter seinen Nachfolgern wurden die Verfolgungen weitergeführt. Viele der zwangsbekehrten Juden übten ihre Religion weiter im Geheimen aus. Bevor es den Begriff Marrane gab, begann ein erstes Jahrhundert des Kryptojudentums.
Siehe auch:
- Sisebut → Maßnahmen gegen die Juden
- Geschichte der Juden (Mittelalter) → Vorgeschichte unter den Westgoten

### Unter islamischer Herrschaft
Als die Mauren im Jahr 711 bei der Schlacht am Río Guadalete das Reich der Westgoten vernichteten, änderte sich die Lage der zwangsgetauften Juden entscheidend. Unter der islamischen Herrschaft durften sie ihren angestammten Glauben wieder ausüben. Zudem setzte eine jüdische Einwanderungswelle aus Nordafrika und dem Nahen Osten ein. Das neu erstandene spanische Judentum erlebte bis zum 10. Jahrhundert eine eigentliche Blüte. Die Beziehung zur islamischen Bevölkerung war jedoch nicht immer ungetrübt. So kam es 1066 zum Massaker von Granada, bei dem mehrere tausend Juden ihr Leben verloren. Als die Almohaden im 12. Jahrhundert die Macht in Al-Andalus übernahmen, änderte sich die Situation der Juden schlagartig. Die neuen Herrscher vertraten einen intoleranten Islam. Den Juden wurde die Wahl gestellt, zum Islam überzutreten oder auszuwandern. Die zweite große Zwangsbekehrung setzte ein. Eine große Zahl von Juden nahm vorübergehend den islamischen Glauben an. Das prominenteste Opfer war der Religionsphilosoph Maimonides. Viele fanden Zuflucht in Nordafrika und vor allem im christlichen Teil Spaniens.
Siehe auch:
- Maimonides → Werk
- Al-Andalus → Gesellschaft → Christen und Juden

### Bekehrungswellen im katholischen Spanien

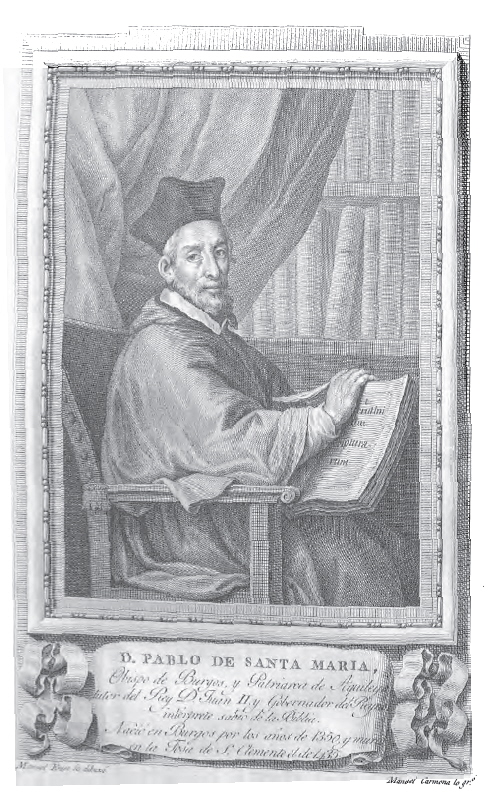
Paul von Burgos, alias Pablo de Santa Maria, alias Shlomo Halevi

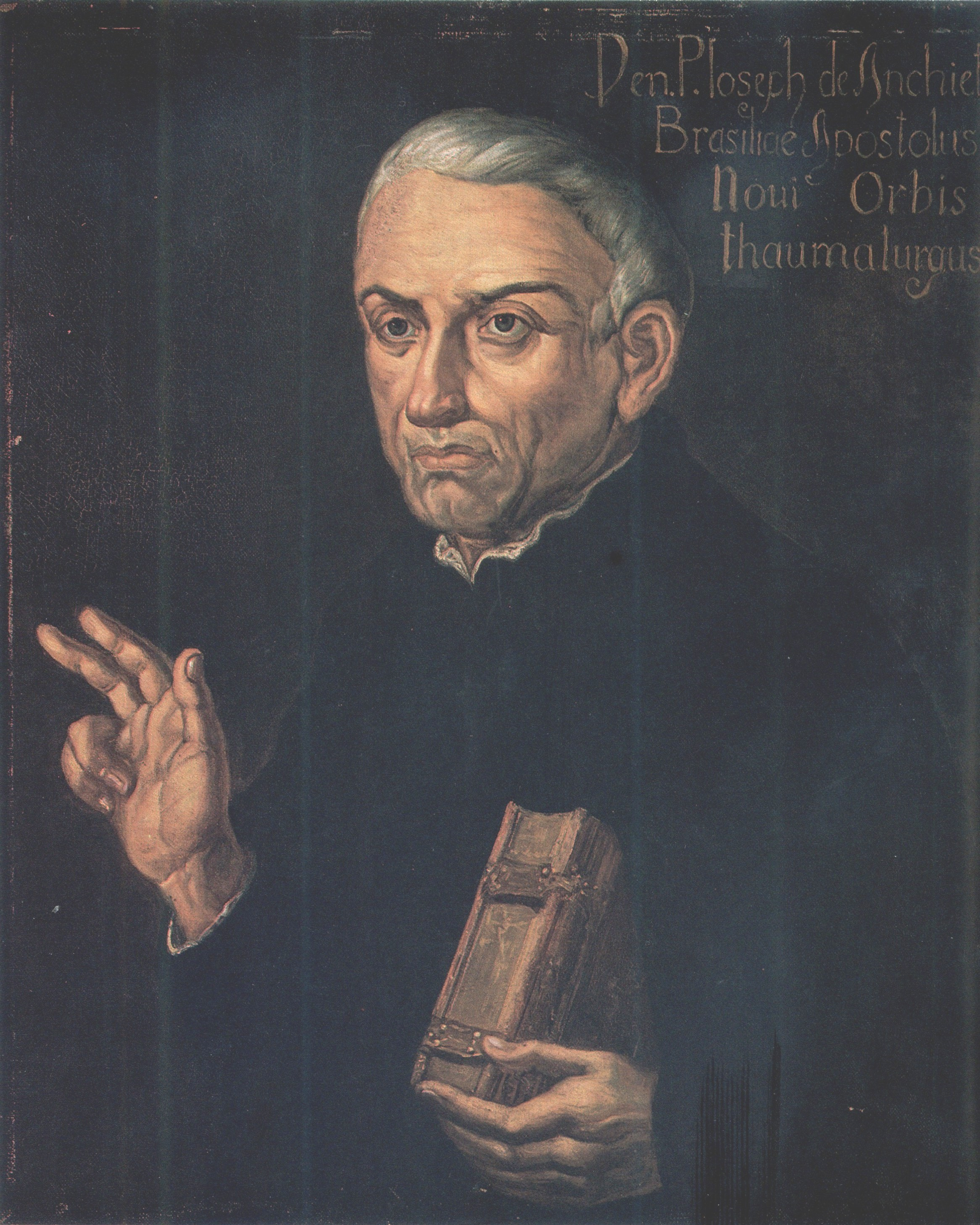
José de Anchieta, ein katholischer Heiliger, der durch die mütterliche Linie von jüdischen Konvertiten abstammt.

#### Convivencia
In den ersten Jahrhunderten der Reconquista (12. und 13. Jahrhundert) herrschte in Spanien ein Klima der religiösen Toleranz. Das Nebeneinander der drei abrahamitischen Religionen wird zuweilen als Convivencia bezeichnet. Die vor allem von Américo Castro vertretene These der convivencia wurde allerdings von dem auf Andalusien spezialisierten Historiker Eduardo Manzano Moreno infrage gestellt.
Juden und Christen waren stets auf eine klare Trennung bedacht. Die Juden wohnten in eigenen Vierteln, den Aljamas oder Judérias, wo ihnen eine eigene Gerichtsbarkeit zustand und sie direkt der Krone unterstanden. Einige der Juden erlangten angesehene Stellungen am Hofe, vor allem im Finanzbereich als Steuereinzieher, Geldverleiher oder Finanzaufseher.

#### Pogrome von 1391
Die Situation der Juden verschlechterte sich im 14. Jahrhundert zusehends. Infolge innerspanischer Wirren kam es zu einer Aushöhlung der rechtlichen und sozialen Lage der Juden. Die antijüdische Stimmung in der Bevölkerung stieg zunehmend, bis es 1391 zur Katastrophe kam. Unter dem Einfluss der antisemitischen Hasspredigten des Archidiakons Ferran Martinez kam es im Juni 1391 in Sevilla zu Pogromen, die sich schon bald auf ganz Spanien und die Balearen ausweiteten. Unzählige Judenviertel wurden geplündert und zerstört, tausende Juden getötet und zehntausende zur christlichen Taufe gezwungen. Die Historiker sprechen von den größten antijüdischen Ausschreitungen des ganzen Mittelalters. Es war ein Schlag, von dem sich das spanische Judentum nie mehr ganz erholten konnte.

#### Paul von Burgos und Vinzenz Ferrer
Zu weiteren Bekehrungswellen kam es zu Beginn des 15. Jahrhunderts. Der Bischof von Burgos Pablo de Santa Maria, der sich als Rabbi Shlomo Halevi im Jahr 1391 (freiwillig?) taufen ließ, tat sich hervor, indem er Druck auf die jüdischen Gemeinden ausübte und sie zur Konversion aufrief. Mit weit mehr Erfolg trat der Dominikaner Vinzenz Ferrer auf. In den Jahren 1412–1414 zog er predigend von Stadt zu Stadt und rief Juden und Muslime zur Bekehrung auf. Ferrer, der die Zwangsbekehrungen von 1391 noch verurteilt hatte, drang als eschatologischer Bußprediger mit dem Kreuz in der Hand in Synagogen und Moscheen ein und forderte die Anwesenden zur Umkehr auf. Mit seinen Predigten vom nahen Weltende hatte er einigen Erfolg und war gleichzeitig Auslöser für weitere Judenverfolgungen.

#### Disputation von Tortosa
Krönung der Bekehrungsversuche war die Disputation von Tortosa (1413–1414). Die Religionsgespräche von Tortosa zwischen Juden und Christen wurden vom damaligen Gegenpapst Benedikt XIII (vormals Pedro de Luna) veranlasst. Hauptvertreter der christlichen Seite war der Converso Gerónimo de Santa Fe (Josua ben Josef Lorki); für die jüdische Seite hatte er Rabbis aus ganz Aragonien nach Tortosa berufen. Hauptgegenstand war die Messianität Jesu. Die jüdischen Vertreter hatten keinerlei Redefreiheit und durften nur die Anschuldigungen Gerónimos beantworten. Somit war von vornherein klar, wer als Sieger aus der Disputation hervorging. Die Auswirkungen der Niederlage waren für die Juden einschneidend. Tausende ließen sich taufen und die Demoralisierung im jüdischen Lager war groß.
Die Aktivitäten von Paul von Burgos, Ferrer, Gerónimo und Benedikt XIII. hatten zusätzlich den Effekt, dass weiter antijüdische Gesetze erlassen wurden. So wurde die Segregation verschärft und die Juden weiter sozial ausgegrenzt. Wie viele Juden sich halb freiwillig, halb gezwungen in den Jahren zwischen 1412 und 1415 taufen ließen, ist schwer zu schätzen; es werden einige zehntausende gewesen sein.
Siehe auch: Geschichte der Juden (Mittelalter) → Spanien

### Converso-Problem

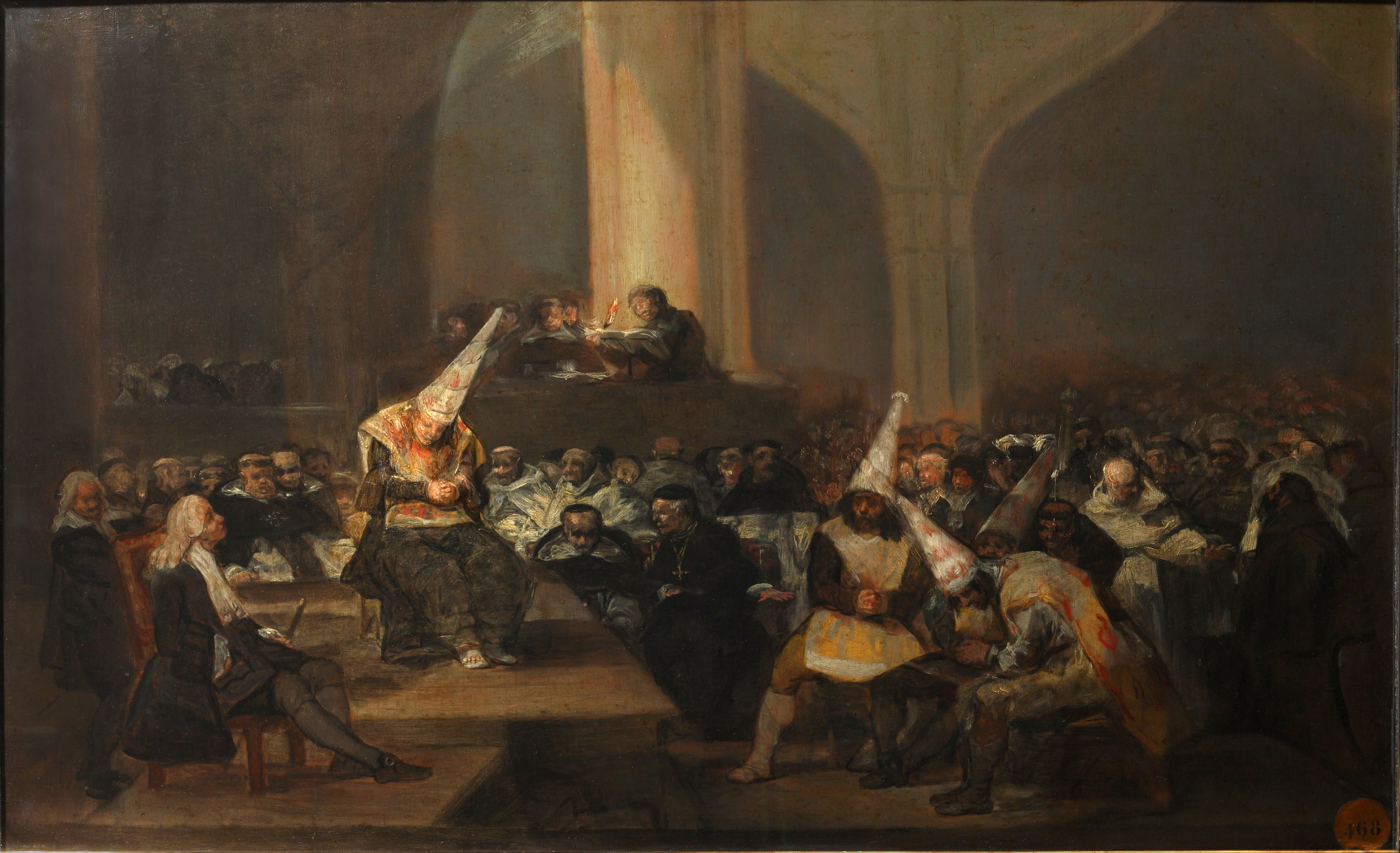
Inquisitionsgericht. Francisco de Goya 1812–1819

Im letzten Jahrhundert der jüdischen Geschichte (von 1391 bis 1492) war das spanische Judentum gespalten in altgläubige Juden und in Marranos. Die Conversos traten allerdings nicht als kohärente Gruppe auf. Das Spektrum der Auffassungen war breit; es reichte von den Judaizantes, die im Geheimen nach wie vor den mosaischen Glauben ausübten bis zu strengkatholischen Judenhassern. Gemein war ihnen, dass sie keine Möglichkeit mehr hatten ins Judentum zurückzukehren, ohne zu Häretikern zu werden.
Die Conversos legten eine erstaunliche Aufstiegsmobilität an den Tag. Den Marranen standen nun auch Berufe offen, die ihnen als Juden vorenthalten waren. Mit geschickter Heiratspolitik gelang zudem einigen Conversos neben dem beruflichen auch der gesellschaftliche Aufstieg. Neid und Missgunst der Altgläubigen bewirkten, dass die Judenfeindschaft in Hass gegen die Marranen umschlug. Zu ersten Anticonverso-Unruhen kam es 1449 in Toledo und später in anderen Städten Andalusiens.
Da mit Gewalt das Problem nicht gelöst werden konnte, wurde mit den „Blutreinheitsgesetzen“, den estatutos de limpieza de sangre reagiert. Mit rassistischen Mitteln sollte bewirkt werden, dass Christen mit jüdischen (oder maurischen) Vorfahren der Zugang zu öffentlichen Ämtern verwehrt wurde. Die Altgläubigen versuchten die Reinheit des Blutes mit Statuten und Gesetzen zu bewahren. Für die Reinheit des Glaubens wurde ab 1478 ein anderes Instrument eingeführt: die Inquisition. Ziel der Aktivität waren die „judaisierenden“ Conversos, die Kryptojuden. Gemäß zeitgenössischen Chronisten sollen zwischen 1481 und 1488 siebenhundert judaizantes den Behörden übergeben und verbrannt worden sein, weitere 5.000 wurden mit Bußauflagen mit der Kirche „versöhnt“.
Das „Converso-Problem“ konnte jedoch längerfristig nur gelöst werden, wenn auch das „Juden-Problem“ aus der Welt geschafft war. So erließen die Katholischen Könige Isabella von Kastilien und Ferdinand II. von Aragon 1492 das Alhambra-Edikt, mit dem beschlossen wurde, innerhalb weniger Monate alle Juden aus Spanien zu vertreiben. Eine der Begründungen zur Vertreibung lag im Conversoproblem. Dieses sei nicht lösbar, solange Juden und Neuchristen so nahe zusammen lebten. Nur durch eine Vertreibung aller Juden könnten die Neuchristen von der ständigen Versuchung des Judaisierens geschützt werden. So wurden im gleichen Jahr, als die Reconquista (unter Mithilfe von Juden und Conversos) zu Ende geführt worden war, alle Juden aus Spanien vertrieben. Ein Teil der Betroffenen entschied sich zur Konversion, eine große Zahl emigrierte nach Portugal, der Rest fand hauptsächlich im osmanischen Reich Zuflucht.
Siehe auch:
- Geschichte des Antisemitismus bis 1945 → Spanien
- Inquisition → Spanien
- Soziale Gruppen zur Zeit der Reconquista

### „Cristãos novos“ in Portugal

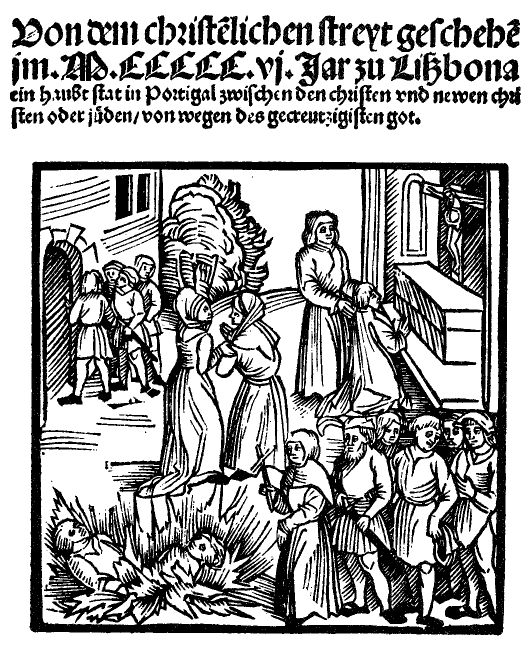
„Von dem Christeliche / Streyt, kürtzlich geschehe / jm. M.CCCCC.vj. Jar zu Lissbona / ein haubt stat in Portigal zwischen en christen und newen chri / sten oder juden, von wegen des gecreutzigisten [sic] got.“ Flugschrift 1506

#### Juden bis 1497
Das Zusammenleben der jüdischen Minderheit mit den portugiesischen Christen war im Mittelalter recht problemarm. Wohl herrschte eine Politik der Segregation, die Juden hatten sich in eigenen Vierteln, den Judarias aufzuhalten. Sie standen unter dem Schutz des Königs und hatten spezielle Steuern und Abgaben zu entrichten. Von großen Verfolgungs- und Bekehrungswellen blieben sie weitgehend verschont. Immer wieder fanden verfolgte spanische Juden Zuflucht in Portugal, so etwa nach den Verfolgungen von 1391. Nach der Einführung der Inquisition von 1478 flüchteten vermehrt auch kastilische Conversos in die portugiesischen Städte. Im Jahre 1488 wurde die Einwanderung weiterer Marranos unterbunden und die bereits eingewanderten zur Weiterreise aufgefordert. Einen großen Zustrom von spanischen Juden erlebte Portugal nach dem Vertreibungsedikt von 1492. Zwischen 50.000 und 100.000 Juden emigrierten nach Portugal, um der Zwangsbekehrung zu entgehen. 600 reichen jüdischen Familien wurde gegen Bezahlung einer beträchtlichen Summe eine dauerhafte Aufnahme gewährt. Den restlichen Flüchtlingen wurde eine vorerst befristete Einreise gestattet. João II. versuchte mit verschiedenen Zwangsmaßnahmen, die spanischen Juden zur Konversion oder zur Weiterreise zu bewegen. Eine besonders grausame Aktion war die Entführung und Zwangstaufe von bis zu 2.000 Kindern und Jugendlichen und deren Deportation nach São Tomé im Jahr 1493. Einige der nicht aufgenommenen Juden emigrierten nach Nordafrika oder Italien, andere konvertierten und kehrten nach Spanien zurück.

#### Massentaufe
Unter dem König Dom Manuel I. entspannte sich die Lage der Juden etwas. Dies änderte sich, als er Isabella, die Tochter des katholischen Königs von Spanien, heiraten wollte. Dem Antrag wurde nur unter der Bedingung zugestimmt, dass auch aus Portugal alle Juden ausgewiesen werden. So erließ Manuel im Dezember 1496 den Erlass, dass alle Juden das Land zu verlassen haben. Aus wirtschaftlichen und sozialen Gründen konnte er sich jedoch einen solchen Aderlass nicht leisten. Im Gegenteil: er hinderte die Juden an der Ausreise und ließ 1497 die gesamte jüdische Bevölkerung zwangstaufen. Im Gegenzug gewährte der König allen Neuchristen eine Amnestie und erließ im Mai 1497 ein Edikt, dass sie während der nächsten zwanzig Jahre nicht wegen abweichender Religionspraxis angeklagt werden durften. Zudem verbot er, dass für die Cristãos novos je eine eigene Gesetzgebung eingeführt werde. Dies war einer der Gründe, dass sich in Portugal eine starke kryptojüdische Tendenz durchsetzen konnte. Zudem waren die portugiesischen Neuchristen eine einigermaßen kompakte Gruppe. Ihre Stellung in der Gesellschaft war, wie schon als sie noch Juden waren, recht einflussreich. Neben Schlüsselstellungen im Finanzwesen und im Großhandel waren sie oft auch im Wissenschaftsbereich führend. Dank ihrem Einfluss konnten sie fast vierzig Jahre lang die Einführung der Inquisition in Portugal verhindern.

#### Massaker von Lissabon
Trotz des Schutzes, der den Conversos durch den König gewährt wurde, konnte nicht verhindert werden, dass es zu Ausschreitungen der Altchristen kam. Die schlimmsten Unruhen ereigneten sich um die Osterzeit des Jahres 1506. Zu einem Zeitpunkt, als der König sich wegen der Pest außerhalb Lissabons aufhielt, kam es zu wüsten Verfolgungen der Neuchristen, die als „Massaker von Lissabon“ in die Geschichte eingingen. Fast zweitausend Cristãos novos fanden dabei den Tod. Erst nach drei Tagen wurde das Massaker durch die königlichen Truppen beendet. Die Haupttäter wurden bestraft und den Neuchristen wurden einige Zugeständnisse eingeräumt. Unter gewissen Einschränkungen wurde ihnen zeitweise auch das Recht gewährt, in andere christliche Länder auszuwandern. Obwohl 1512 die Periode der Immunität vor religiösen Verfolgungen verlängert wurde, setzten doch seit 1515 wieder Bestrebungen ein, die Inquisition in Portugal einzuführen.
Siehe auch: Massaker von Lissabon 1506

#### Einführung der Inquisition
Im Jahr 1536 erhielt João III. die Erlaubnis, die Inquisition in seinem Land zu etablieren. Vier Jahre später fand in Lissabon das erste Autodafé statt. Nach heftigen Protesten seitens der Neuchristen in Rom wurden die Verfolgungen für einige Zeit unterbrochen, setzten ab 1547 aber mit einer Heftigkeit wieder ein, die ihr spanisches Vorbild an Brutalität und Wirksamkeit noch übertrafen. Die Lage der Marranen entspannte sich um 1580 etwas, als es zwischen Portugal und Spanien zur Personalunion kam. Nun war es den portugiesischen Marranen möglich, ins Nachbarland auszuweichen, um so den Verfolgungen zu entgehen.
Siehe auch:
- Inquisition → Portugal
- Geschichte der Juden von São Tomé

### Weltweite Zerstreuung
- portugiesische Marranen in Spanien
- Sephardim im 17. Jahrhundert
- Geschichte der Juden in Hamburg
- Amsterdam: das holländische Jerusalem
- Marranen in Übersee

### Marranen heute
- Kryptojuden in Belmonte (Portugal)
- Jacques Derrida identifizierte sich mit seinen marranischen Wurzeln. Für ihn war dabei nicht die religiöse Bindung an das Judentum entscheidend, sondern ihre soziale und psychologische Bedeutung, ihr Platz innerhalb einer vielgeschichtigen Gesellschaft. „[…] ich gehöre, wenn ich denn eine Art Marran der katholischen französischen Kultur bin, und ich habe auch meinen christlichen, in einer mehr oder weniger verschlungenen Linie von SA ererbten Körper, condiebar eius sale [gesalzen mit meinem Salz], zu jenen Marranen, die sich selbst im Geheimnis ihres Herzens nicht Juden nennen […], weil sie an allem zweifeln, niemals die Beichte ablegen und die Aufklärung nicht preisgeben, koste es was es wolle, bereit sich verbrennen zu lassen, beinahe, […]“[26]

## Klassifizierung von Marranos und Conversos
Einteilung nach religiöser Haltung (gemäß José Faur 1990)
- christlich gesinnte Conversos: wollen gerne Christen bleiben und möchten nichts mit dem Judentum zu tun haben

Beispiele: Juan Luis Vives (1492–1540), Luis de León (1527–1591)
- jüdisch gesinnte Conversos: wollen so bald wie möglich zum Judentum zurückkehren und nichts mehr mit dem Christentum zu tun haben

Beispiele: Gracia Nasi (1510–1569), Menasse ben Israel (1604–1657)
- ambivalente Conversos: sind sowohl mit Judentum wie mit Christentum vertraut

Beispiele: Pablo de Santa Maria (1351–1435), Isaac de La Peyrère (1596–1676)
- skeptische Conversos: lehnen sowohl Christentum als auch Judentum ab

Beispiele: Uriel da Costa (1585–1640), Baruch de Spinoza (1632–1677)

## „Marrano Patterns“ (Verhaltensmuster) nach Yovel

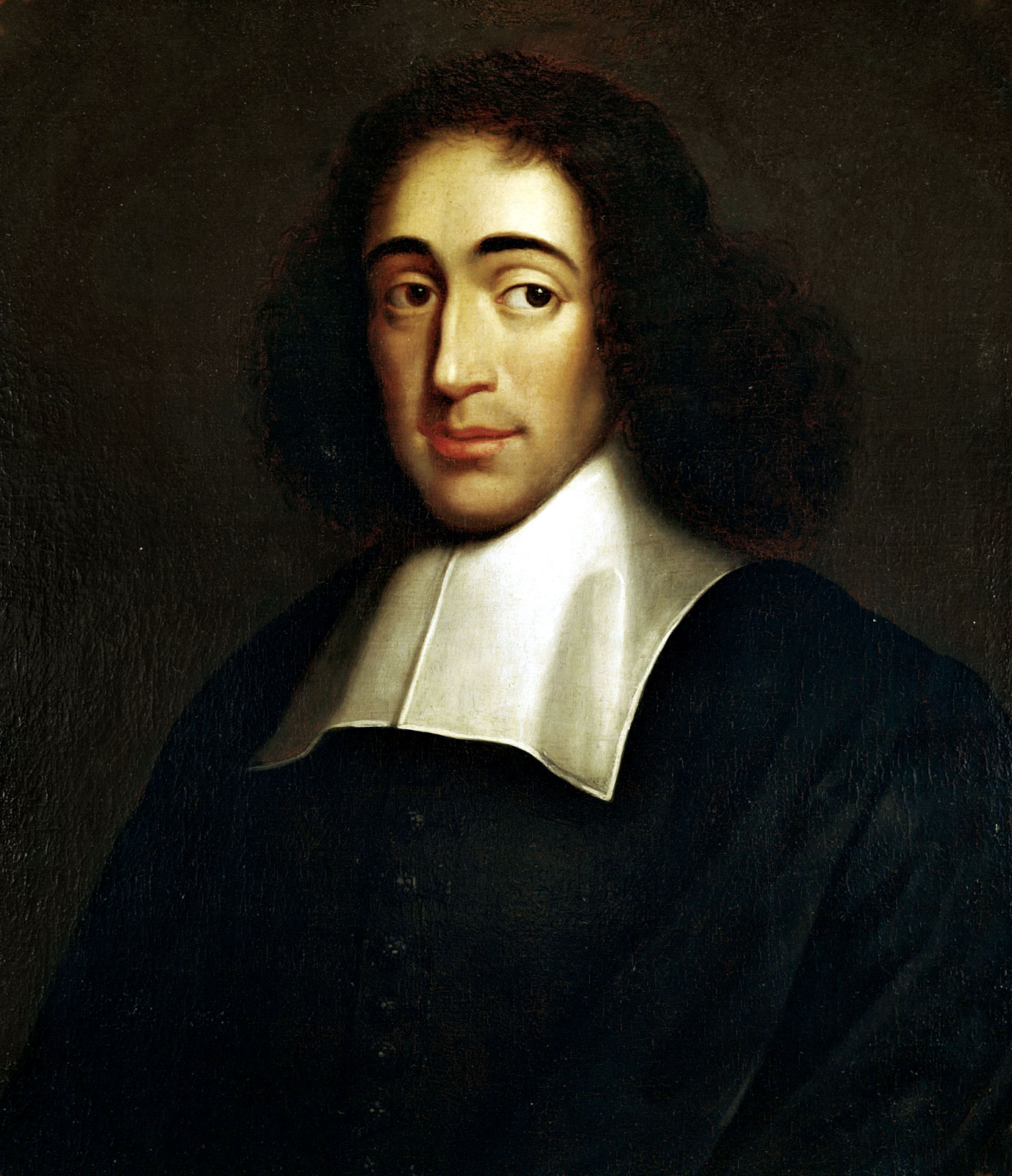
Baruch de Spinoza, Nachfahre einer portugiesisch-marranischen Familie

Yirmiyahu Yovel (1989) führt in seinem Buch Spinoza and other heretics (Spinoza und andere Häretiker) einige seiner Meinung nach typisch marranische Verhaltensmuster an. Seine These umfasst sieben Punkte:
- „Irrlehre“ und Ablehnung der Offenbarungsreligion

Der iberische Marranismus führe zu Skeptizismus, Säkularismus, Neopaganismus, rationalistischem Deismus und in den meisten der Fälle zu einer unartikulierten Konfusion von Symbolen und Traditionen. Neujuden in Holland leiden demnach an neuer Dualität zwischen Wunschjudentum und Restchristentum. Religiöse Ambivalenz führt (wieder) zur Häresie (als Beispiele führt er an: Uriel da Costa, Juan de Prado, Spinoza). Heterodoxie sei zurückzuführen auf das psychokulturelle Milieu und auf das nonkonformistische Potenzial des Marranismus.
- Mehrdeutigkeit und duale Sprache

Spinoza war Yovel zufolge ein Meister der Mehrdeutigkeit und Doppelsprache. Er passte seine Sprache der Zuhörerschaft an. Seine Doppelsprache hat ihre Wurzeln zum Teil bei Maimonides, aber vor allem in der marranischen Sprache und Kultur. Beispiele sind die pikaresken Romane der Iberischen Halbinsel. Gut zum Ausdruck komme das bei Rojas La Celestina, einem Meisterwerk der spanischen Literatur, dessen Autor ein Marrane war. Doppeldeutigkeit, Maskenspiel und Doppelsprache wurden zu einem neuen Stilelement der von Marranen geprägten Literatur.
- Doppel-Leben

Yovel konstatiert ein Leben auf zwei Ebenen: der inneren und der äußeren, der versteckten und der offenen. Spinoza lebte diese Doppelleben gleich zwei Mal. Als kritischer Jude in der jüdischen Gemeinde und nach dem Bann als Freidenker und Atheist in calvinistischer Umgebung. Sein Doppelleben sei vergleichbar mit dem Doppelleben der Marranen in Portugal. Dieses Doppelleben machte Spinoza (und Uriel da Costa) zu einsamen Denkern. Spinozas Leitspruch war caute, sei vorsichtig. Ein weiser Mensch versucht demzufolge nicht seine Wahrheiten anderen aufzudrängen.
- Doppelte Karriere

Yovel argumentiert weiter: Spinozas Vater habe die Iberische Halbinsel verlassen, um Ruhe zu finden. Spinoza selbst fand diese Ruhe nie, weder als Christ noch als Jude. Gegen seinen Ruf als Atheist ankämpfend, wurde er von allen als Jude betrachtet. Es sei typisch für viele Marranen, dass ihr Leben in zwei völlig getrennte Perioden geteilt war. Als Beispiele nennt er:
Isaac Cardoso machte eine Karriere als katholischer Arzt am spanischen Hof und war später jüdischer Gelehrter in Venedig.
Uriel da Costa war Schatzmeister an der Stiftskirche in Porto und später Händler und jüdischer Freidenker in Amsterdam.
Spinoza änderte sein Leben nach dem Herem radikal. Er wurde Händler und Glasschleifer.
- Toleranz versus Inquisition

Spinozas Philosophie der Toleranz besagt laut Yovel, dass jeder Mensch die Freiheit hat, sich zu irren. Wahrheit ist zwar absolut, aber Spinoza toleriert den Irrtum. Diese Einstellung führt hin zu einer universellen Religion. Da die Mehrheit zu einem rationalen Leben nicht fähig ist, ist Konformität angebracht. Auch diese Zweideutigkeit hält Yovel für typisch marranisch.
- Alternativer Weg zum Seelenheil

Spinoza sprach, wie Yovel ausführt, von einem individuellen Heilsweg. Ziel sei nicht nur Wissen, sondern auch Glückseligkeit (beatitudo), Zufriedenheit und Glücklichsein. Das Streben nach Rationalität solle in Glückseligkeit, Ewigkeit und Vernunftsliebe enden. Spinoza habe eine gewisse Affinität zum Mystizismus, wie es auch bei den Alumbrados in Spanien zu beobachten sei. Alumbrados, Erleuchtete, Erasmianer waren Mitglieder einer mystischen Reformbewegung im Spanien des 16. und 17. Jahrhunderts; auffallend viele Mitglieder waren Marranen.

### Wissenschaftliche Literatur
- Ulrich Horst: Die spanischen Dominikaner und das Problem der Judenchristen („conversos“). In: Dominikaner und Juden. Personen, Konflikte und Perspektiven vom 13. bis 20. Jahrhundert/Dominicans and Jews. Personalities, Conflicts, and Perspectives from the 13th to the 20th Century. Hrsg. von Elias H. Füllenbach OP und Gianfranco Miletto, Berlin/München/Boston 2015 (= Quellen und Forschungen zur Geschichte des Dominikanerordens, Neue Folge, Bd. 14), S. 273 ff.
- Yirmiyahu Yovel: The Other Within. The Marranos. Split Identity and Emerging Modernity. Princeton 2009, ISBN 978-0-691-13571-7.
- Miriam Bodian: Dying in the law of Moses. Crypto-Jewish martyrdom in the Iberian world. Bloomington 2007, ISBN 978-0-253-34861-6.
- Hering Torres, Max Sebastián: Rassismus in der Vormoderne. Die „Reinheit des Blutes“ im Spanien der Frühen Neuzeit. Campus Verlag, Frankfurt am Main 2006, ISBN 3-593-38204-0.
- Norman Toby Simms: Masks in the mirror. Marranism in Jewish experience. New York 2006, ISBN 978-0-8204-8120-3.
- Julio Valdeón Baruque: Judíos y Conversos en la Castilla medieval. Valladolid 2004, ISBN 84-8183-134-4.
- Maurice Kriegel: Le marranisme. Histoire intelligible et mémoire vivante. In: Annales, 2002 (2) S. 323–334. Online.
- Natan Wachtel: La Foi du Souvenir: Labyrinthes marranes. Paris 2001, ISBN 2-02-015964-3.
- António José Saraiva, Herman Prins Salomon und Isaac S. D. Sassoon: The Marrano Factory. The Portuguese Inquisition and its New Christians, 1536–176. Leiden 2001, ISBN 90-04-12080-7.
- Renée Levine Melammed: Heretics or daughters of Israel? The crypto-Jewish women of Castile. New York 1999, ISBN 978-0-19-515167-1.
- Yosef Hayim Yerushalmi: Sefardica. Essais sur l’histoire des Juifs, des marranes & des nouveaux-chretiens d’origine hispano-portugaise. Paris 1998, ISBN 2-906462-36-5.
- Miriam Bodian: Hebrews of the Portuguese nation. Conversos and community in early modern Amsterdam. Bloomington etc. 1997, ISBN 0-253-33292-3.
- David Martin Gitlitz: Secrecy and deceit: the religion of the Crypto-Jews. Albuquerque, N.M. (1996) 2002, ISBN 978-0-8263-2813-7.
- Norman Roth: Conversos, Inquisition, and the expulsion of the Jews from Spain. Wisconsin (1995) 2002, ISBN 0-299-14230-2.
- Markus Schreiber: Marranen in Madrid. 1600–1670. Stuttgart 1994, ISBN 3-515-06559-8.
- José Faur: In the shadow of history. Jews and „Conversos“ at the dawn of modernity. Albany (N.Y.) 1992, ISBN 978-0-7914-0801-8.
- José Faur: Four Classes of Conversos: A Typological Study. In: Revue des Etudes Juives. Paris 1990, 149, S. 26–34. Online (PDF; 1,2 MB).
- Yirmiyahu Yovel: Spinoza and Other Heretics: The Marrano of Reason. Princeton 1989, ISBN 0-691-02078-7.
- Yosef Kaplan: Jews and conversos. Studies in society and inquisition. Jerusalem 1985.
- Richard David Barnett, W.M. Schwab (Hrsg.): The Sephardi Heritage. Essays on the history and cultural contribution of the Jews of Spain and Portugal. 2 Bde. Gibraltar Books, Grendon/Northants/London 1971, 1989, ISBN 0-948466-11-1.
- António José Saraiva: The Marrano Factory: the Portuguese Inquisition and its New Christians 1536–1765. (Portugiesische Erstausgabe 1969) Leiden 2001, ISBN 90-04-12080-7.
- Antonio Domínguez Ortiz: Los Judeoconversos en España y América. Madrid 1971.
- Benzion Netanyahu: The Marranos of Spain. From the Late 14th to the Early 16th Century, According to Contemporary Hebrew Sources. Ithaca NY 1966 (Neuauflage 1999), ISBN 0-8014-8568-1.
- Francisco Márquez Villanueva: The converso problem: an assessment. In: Hornik, Marcel Paul (Hrsg.): Collected studies in honour of Américo Castro’s eightieth year. Oxford 1965, S. 317–333.
- Israël S. Révah: Les Marranes. In: Revue des Études Juives. Paris 1959, 118, S. 29–77, ISSN 0484-8616.
- Cecil Roth: A history of the Marranos. Philadelphia 1932 (5. Auflage, New York 1992), ISBN 0-87203-040-7.
- Cecil Roth: The Religion of the Marranos. In: Jewish Quarterly Review. 22 (1931–1932), S. 1–33.
- Léon Poliakov: Geschichte des Antisemitismus, Bd. IV: Die Marranen im Schatten der Inquisition. Frankfurt am Main 1981 (Neuauflage), ISBN 3-921333-98-9.
- Fritz Heymann: Tod oder Taufe. Vertreibung der Juden aus Spanien und Portugal im Zeitalter der Inquisition. Frankfurt am Main 1988, hrsg. von Julius H. Schoeps, (2. Auflage 1992), ISBN 3-610-00409-6.
- Frédéric Brenner: Exilés de l’exil. (Mit einem Beitrag von Yoseph H. Yerushalmi: Les Derniers Marranes. Le temps, la peur, la mémoire.) Paris 1992, ISBN 2-7291-0809-2.
- Markus Schreiber: Marranen. Eine Familie im Schatten der Inquisition 1497–1688, München 2013, ISBN 978-3-944334-19-6.
- Donatella Di Cesare: Marrani. L’altro dell’altro. Torino 2018, ISBN 978-88-06-23588-8.
- Florian Krobb: Kollektivautobiographien, Wunschautobiographien. Marranenschicksal im deutsch-jüdischen historischen Roman. Würzburg 2002.

### Belletristik
- Marcos Aguinis: Der Ketzer von Lima. Lichtenberg, München 1998. ISBN 3-7852-8111-0.
- Lion Feuchtwanger: Die Jüdin von Toledo. (Hamburg 1955) Berlin 2008, ISBN 978-3-7466-5638-0.
- David M. Gitlitz, Linda Kay Davidson: A drizzle of honey. The lives and recipes of Spain’s secret Jews. (Rezeptsammlung). New York 1999, ISBN 0-312-19860-4.
- Josef Kastein: Uriel da Costa oder Die Tragödie der Gesinnung. Berlin 1932.
- Else Lasker-Schüler: Der Wunderrabbiner von Barcelona. Berlin 1921.
- Markus Lehmann: Die Familie y Aguillar. (1873) Zürich 1990.
- Robert Menasse: Die Vertreibung aus der Hölle. Frankfurt am Main 2001, ISBN 3-518-41267-1.
- Hermann Sinsheimer: Maria Nunnez. Berlin 1934.
- Richard Zimler: Der Kabbalist von Lissabon. Reinbek 1997, ISBN 3-8052-0626-7.

### Film
- Frédéric Brenner, Stan Neumann: Les derniers Marranes. Dokumentarfilm 1990 (Ausschnitt).